# Cerithiopsis stephensae
Cerithiopsis stephensae är en snäckart som beskrevs av Bartsch 1909. Cerithiopsis stephensae ingår i släktet Cerithiopsis och familjen Cerithiopsidae. Inga underarter finns listade i Catalogue of Life.